# Hypercompe indecisana
Hypercompe indecisana är en fjärilsart som beskrevs av Embrik Strand 1919. Hypercompe indecisana ingår i släktet Hypercompe och familjen björnspinnare. Inga underarter finns listade i Catalogue of Life.